# Итон, Марк (хоккеист)
Марк Итон (англ. Mark Eaton; 6 мая 1977, Уилмингтон, Делавэр, США) — американский хоккеист, игравший на позиции защитника. В сезоне 2014-15 являлся тренером «Чикаго Блэкхокс».
На драфте НХЛ не выбирался. 28 июля 1998 года как свободный агент подписал контракт с «Филадельфией Флайерз». 29 сентября 2000 года обменян в «Нэшвилл Предаторз». 3 июля 2006 года как неограниченно свободный агент подписал контракт с «Питтсбург Пингвинз».

## Статистика
| Легенда | Легенда                    | Легенда | Легенда                   | Легенда | Легенда    |
| ------- | -------------------------- | ------- | ------------------------- | ------- | ---------- |
| И       | Количество проведённых игр | Штр     | Штрафное время            | +/−     | Плюс-минус |
| Г       | Голы                       | П       | Голевые передачи          | О       | Очки       |
| -       | Статистика неизвестна      | —       | Статистика не учитывалась |         |            |